# Eudactylina similis
Eudactylina similis är en kräftdjursart som beskrevs av T. Scott 1902. Eudactylina similis ingår i släktet Eudactylina och familjen Eudactylinidae. Arten har ej påträffats i Sverige. Inga underarter finns listade i Catalogue of Life.